# 草迷宮
『草迷宮』（くさめいきゅう）は、泉鏡花の中編小説。1908年（明治41年）1月、春陽堂から刊行された。

## あらすじ
諸国一見の旅中の小次郎法師は、秋谷（あきや、現 横須賀市秋谷）の旧邸、通称「秋谷邸（やしき）」の回向を依頼された。秋谷邸は、かつて5人の死者を出し祟りを恐れられ、無人となっていたという。
秋谷邸には、幼いころに聞いた手鞠歌の手がかりを探して小倉からはるばるたどり着いた、葉越明が住み着いていた。葉越は小次郎に、秋谷邸で起こる数々の怪異について語り聞かせた。
その晩、葉越が眠っている間、小次郎の前に、秋谷悪左衛門と名乗る悪魔と、葉越の幼馴染で神隠しに遭って邸に住んでいた菖蒲（あやめ）が現れた。ある理由で菖蒲は葉越には会えないので、葉越を追い出すために悪左衛門が怪異を起こしていたが、葉越が逃げないので、菖蒲が秋谷邸を出て行くことにしたというのだ。
菖蒲が手鞠歌を歌うと、葉越は目を覚まし菖蒲にすがろうとするが、菖蒲は去っていった。

## 典拠
作中で語られる怪異の多くは、『稲生物怪録』（1749年） のエピソードが基になっている（28中、11が直接関連、7が間接関連、10が無関連）。
作中で歌われる手鞠歌の歌詞は、「通りゃんせ」である。

## 映画
1978年、寺山修司監督により映画化された。

## 舞台
- 『草迷宮』（1997年、製作：メジャーリーグ・制作：テレビ東京）[2]
- 極上文學 第8弾『草迷宮』（2015年3月 - 4月、製作：CLIE・企画：MAG.net・制作：Andem）

### 出演者
1997年
浅丘ルリ子、田辺誠一、辰巳琢郎
2015年
桑野晃輔、荒牧慶彦、三上俊、萩野崇、中村龍介、石渡真修、祁答院雄貴、松田洋治、斎藤洋介

### スタッフ
1997年
- 演出：蜷川幸雄
- 脚本：岸田理生

2015年
- 演出：キムラ真（ナイスコンプレックス）
- 脚本：神楽澤小虎(MAG.net)
- 音楽：橋本啓一